# 다브다
다브다는 대한민국의 매스 록 밴드이다. 현재 이승현, 김지애, 이요셉, 노거현으로 이루어져있다.

## 경력
다브다는 2013년 서울에서 결성되었다. 이승현과 김지애는 대전의 한 대학교의 동문이었으며, 밴드를 하기 위해 서울로 올라온 뒤 다른 밴드 멤버들을 만났다. 2013년에는 첫 싱글 황금사자를 발매했고, 2014년 EBS 스페이스 공감에 루키로써 소개되었다.
2016년에는 첫 EP 저마다 섬을 발매했다. 2018년에는 싱글 꿈의 표정을 발매했으며, 같은 해 펜타포트 락 페스티벌의 슈퍼 루키 대상을 수상했다.
2020년, 그들은 첫 정규 음반 But, All The Shining Things Are를 발매했다. 2021년에는 일본의 포스트 록 밴드 Toe가 참여한 싱글 Jungle Gym을 발매했으며., 2023년에는 EP Yonder를 발매했다.

## 구성원

### 현재 구성원
- 이승현 – 드럼 (2013–현재)
- 김지애 – 보컬 (2013–현재)
- 이요셉 – 기타 (2015–현재)
- 노거현 – 베이스 (2021–현재)

### 과거 구성원
- 여민환 (현 사뮈) - 베이스 (2013-2016)
- 홍동균 (현 쏜애플) - 기타 (2013-2015)
- 배상언 (현 사뮈,slvrtwn) – 베이스 (2016–2018)
- 박희수 (현 녹이녹) – 베이스 (2018-2020)

## 음반 목록

### 정규 음반
- But, All The Shining Things Are (2020)

### EP
- 저마다 섬 (2016)
- Yonder (2023)